# Věra Kramářová
Věra Kramářová, rozená Omelková (14. června 1934, Hluk – 14. května 2017, Otrokovice) byla gymnazijní profesorka a kronikářka Otrokovic. Jako dcera spisovatele Františka Omelky (1904-1960) pečovala o jeho dílo a jeho šíření.

## Biografie
Magistra Věra Kramářová studovala na filozofické fakultě v Olomouci, obor čeština, ruština, angličtina. Svůj profesní život věnovala otrokovickému gymnáziu a po odchodu do důchodu se stala kronikářkou města. Na gymnáziu založila i Poetické divadlo Variace. Za své pedagogické a kronikářské zásluhy získala titul Osobnost města Otrokovic (2001) a Čestné občanství města Otrokovice (2014).
Ve spolupráci s esperantisty zdigitalizovala dílo svého otce a dostala některá díla do projektu Gutenberg.

## Dílo
- Mé vzpomínky na tatínka (v brožuře Tak jsme ho znali, 1961)
- Bibliografie díla Františka Omelky
- Otrokovice (Úvod napsala Věra Kramářová)